# Joan Riudavets Moll
Juan Riudavets Moll, född 15 december 1889 på Menorca i den spanska ögruppen Balearerna, död där 5 mars 2004, var världens verifierat äldsta levande man från japanen Yukichi Chuganjis död 28 september 2003, den tredje äldsta spanjoren någonsin (fjärde äldsta sedan den 19 januari 2016 då Ana María Vela Rubio passerade om), den näst äldsta europeiske mannen någonsin efter Christian Mortensen och den yngsta av hittills endast sju fullt verifierade män som levt till minst 114 års ålder.
Han var mycket pigg för sin ålder och kunde cykla tills han var 110 år gammal. Han avled den 5 mars 2004, 114 år och 81 dagar gammal, efter några dagars förkylning och var den sista kända mannen född under 1880-talet samt den fjärde fullt verifierade mannen som blivit minst 114 år gammal. Världens äldsta levande man blev då den nästan ett år yngre amerikanen Fred Hale. Hans mor, Catalina Moll Mercades, dog vid 25 års ålder i slutet av december 1889, vilket troligen gör hennes son till den person som överlevt en förälder längst tid.
Han efterlämnade två yngre bröder: Pedro som dog 2006 105 år gammal och var Menorcas äldsta invånare, och José som dog 2009 102 år gammal.